# Guerbigny
Guerbigny est une commune française située dans le département de la Somme, en région Hauts-de-France.

## Géographie

### Localisation
Guerbigny est un village picard de l'Amiénois et de la région naturelle du Santerre.
À vol d'oiseau, la localité est située à 9 km au nord-est de Montdidier, 9 km à l'ouest de Roye, 34 km au sud-est d'Amiens, 34 km au nord-ouest de Compiègne, 48 km au sud-ouest de Saint-Quentin et à 50 km au nord-est de Beauvais.
Le territoire de la commune est limitrophe de ceux de six communes.
Les communes limitrophes sont  Andechy, Becquigny, Erches, Lignières, Marquivillers et Warsy.

### Hydrographie

#### Réseau hydrographique
La commune est située dans le bassin Artois-Picardie. Elle est drainée par l'Avre et la rivière l'Avre,.
L'Avre, d'une longueur de 66 km, prend sa source dans la commune de Amy, à 81 m d'altitude, et se jette  dans la Somme à Longueau, à 24 m d'altitude, après avoir traversé 31 communes.

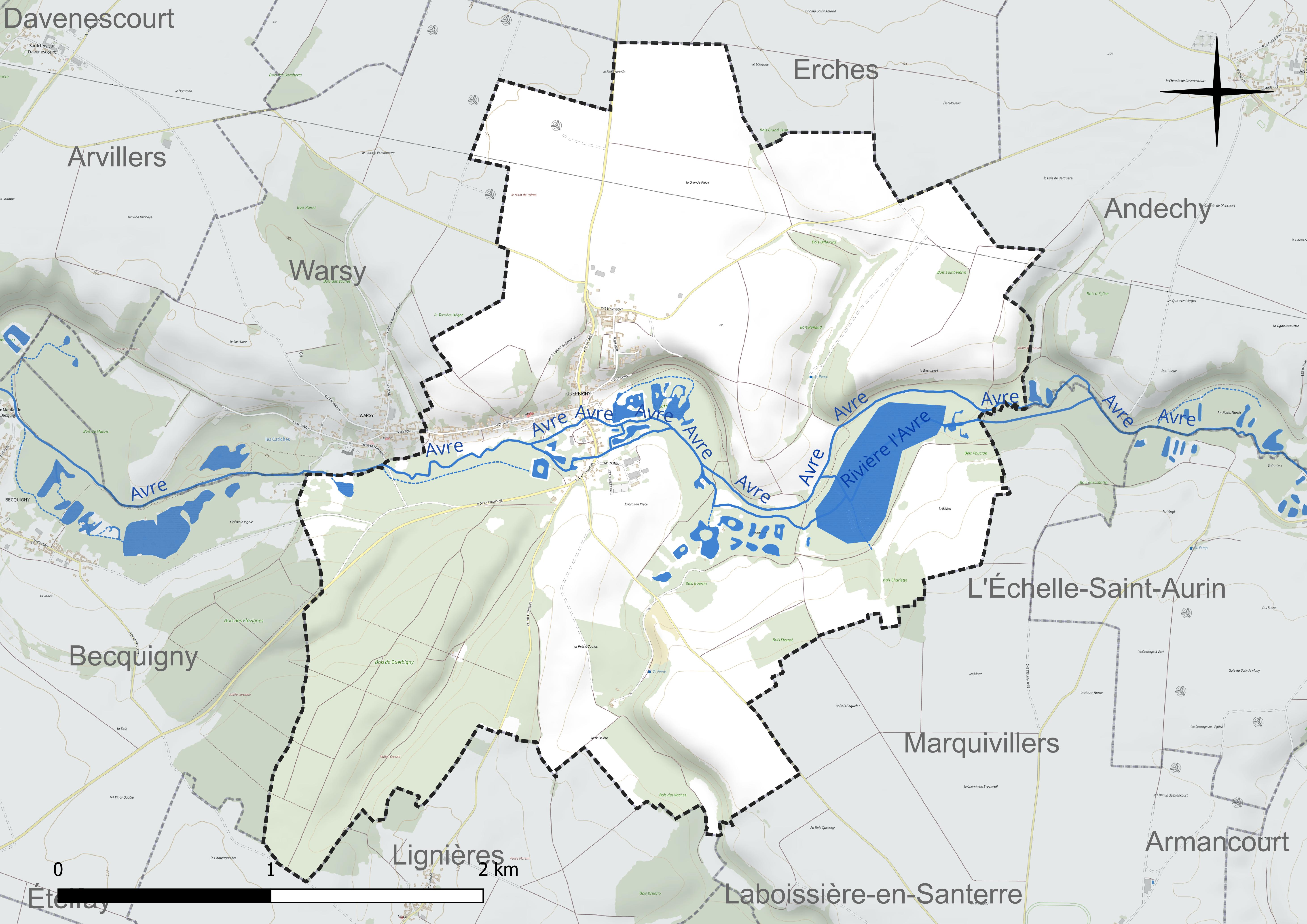
Réseau hydrographique de Guerbigny.

#### Gestion et qualité des eaux
Le territoire communal est couvert par le schéma d'aménagement et de gestion des eaux (SAGE) « Somme aval et Cours d'eau côtiers ». Ce document de planification concerne un territoire de 1 835 km2 de superficie, délimité par le bassin versant de la Somme canalisée. Le périmètre a été arrêté le 29 avril 2010 et le SAGE proprement dit a été approuvé le 6 août 2019. La structure porteuse de l'élaboration et de la mise en œuvre est le syndicat mixte d'aménagement hydraulique du bassin versant de la Somme (AMEVA).
La qualité des cours d'eau peut être consultée sur un site dédié géré par les agences de l'eau et l'Agence française pour la biodiversité.

### Climat
Pour des articles plus généraux, voir Climat des Hauts-de-France et Climat de la Somme.
En 2010, le climat de la commune est de type climat océanique dégradé des plaines du Centre et du Nord, selon une étude du CNRS s'appuyant sur une série de données couvrant la période 1971-2000. En 2020, Météo-France publie une typologie des climats de la France métropolitaine dans laquelle la commune est exposée à un climat océanique et est dans la région climatique Nord-est du bassin Parisien, caractérisée par un ensoleillement médiocre, une pluviométrie moyenne régulièrement répartie au cours de l'année et un hiver froid (3 °C).
Pour la période 1971-2000, la température annuelle moyenne est de 10,5 °C, avec une amplitude thermique annuelle de 14,3 °C. Le cumul annuel moyen de précipitations est de 703 mm, avec 11,1 jours de précipitations en janvier et 8,5 jours en juillet. Pour la période 1991-2020, la température moyenne annuelle observée sur la station météorologique la plus proche, située sur la commune de Rouvroy-en-Santerre à 8 km à vol d'oiseau, est de 10,8 °C et le cumul annuel moyen de précipitations est de 635,8 mm,. Pour l'avenir, les paramètres climatiques de la commune estimés pour 2050 selon différents scénarios d'émission de gaz à effet de serre sont consultables sur un site dédié publié par Météo-France en novembre 2022.

## Urbanisme

### Typologie
Au 1er janvier 2024, Guerbigny est catégorisée commune rurale à habitat dispersé, selon la nouvelle grille communale de densité à sept niveaux définie par l'Insee en 2022.
Elle est située hors unité urbaine. Par ailleurs la commune fait partie de l'aire d'attraction de Montdidier, dont elle est une commune de la couronne,. Cette aire, qui regroupe 23 communes, est catégorisée dans les aires de moins de 50 000 habitants,.

### Occupation des sols
L'occupation des sols de la commune, telle qu'elle ressort de la base de données européenne d'occupation biophysique des sols Corine Land Cover (CLC), est marquée par l'importance des territoires agricoles (55,5 % en 2018), en augmentation par rapport à 1990 (53,3 %). La répartition détaillée en 2018 est la suivante : 
terres arables (55,5 %), forêts (37,7 %), zones urbanisées (6,7 %). L'évolution de l'occupation des sols de la commune et de ses infrastructures peut être observée sur les différentes représentations cartographiques du territoire : la carte de Cassini (XVIIIe siècle), la carte d'état-major (1820-1866) et les cartes ou photos aériennes de l'IGN pour la période actuelle (1950 à aujourd'hui).

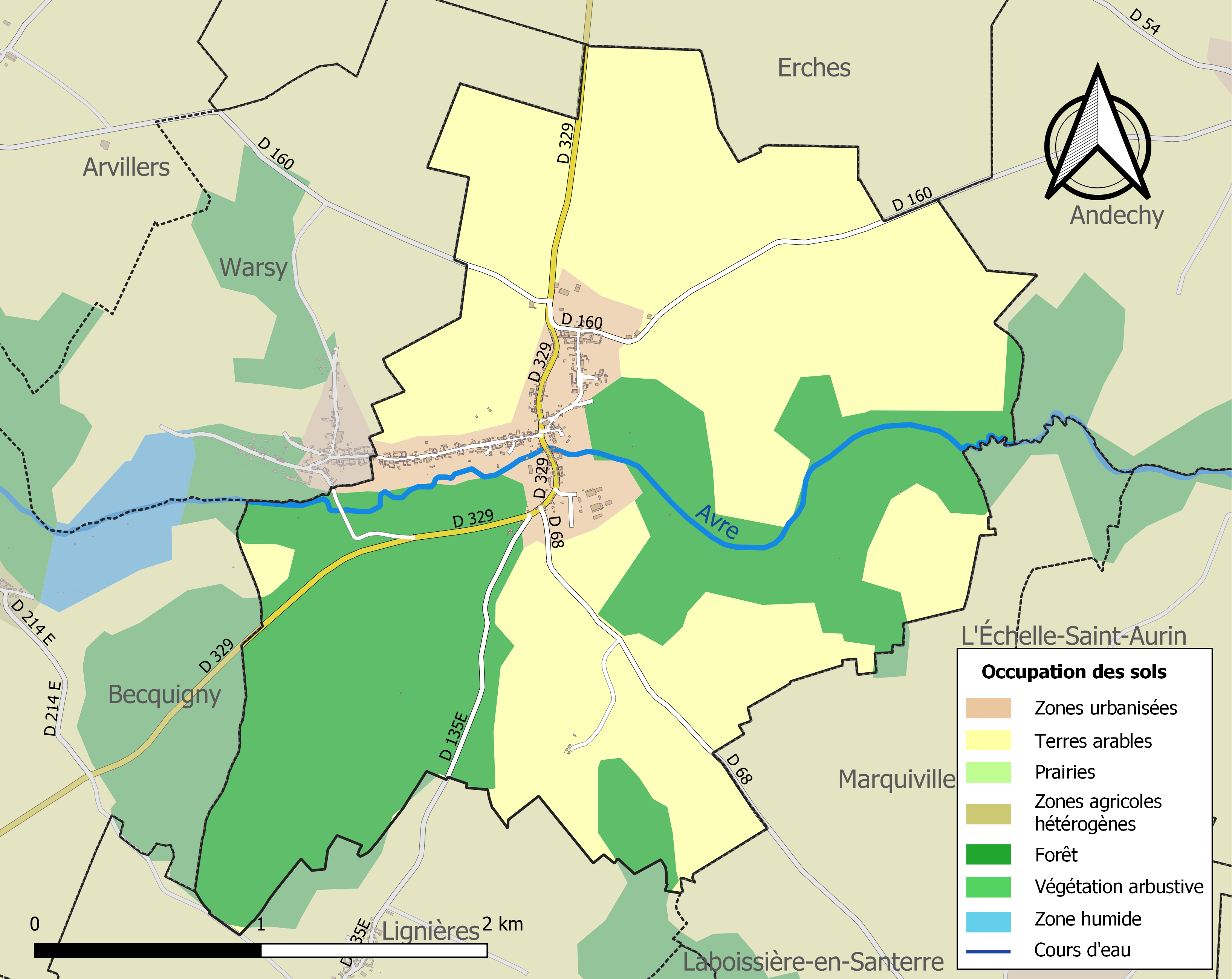
Carte des infrastructures et de l'occupation des sols de la commune en 2018 (CLC).

### Voies de communication et transports
En 2019, la localité est desservie par les autocars du réseau inter-urbain Trans'80, Hauts-de-France (ligne no 45, Moreuil -  Montdidier et ligne no 60 Davenescourt - Moreuil - Amiens.

## Toponymie
Le nom de la localité est attesté sous les formes Garmeni en 1108 ; Garmegni en 1190 ; Garmeny entre 1226 et 1231 ; Garmegniacum en 1228 ; Garmeniacum en 1230 ; Garmeigni en 1234 ; Garmegny en 1299 ; Garmeingny en 1301 ; Garmigny en 1430 ; Garbegniez en 1579 ; Guerbigny en 1567 ; Guebigni en 1707.

## Histoire
Devenu roi des Francs de l'Ouest pour combattre les vikings, Eudes   mène quelques campagnes dont certaines victorieuses,  contre eux.   C'est au cours de l'une d'entre elles, en 891, qu'il vient attaquer les Normands à Guerbigny. Ceux-ci, depuis Argœuvres, se sont avancés dans le Vermandois en deux bandes. Les uns ont suivi l'Oise, d'autres se sont arrêtés et se sont  retranchés à Guerbigny. Mais les troupes du roi Eudes ne peuvent traverser les marais qui protègent la localité. La cavalerie normande marche alors vers Noyon, traverse Roye en évitant le château mais incendie sur son passage la chapelle Saint-Firmin près du faubourg du Thoule ,et détruit peu après Roiglise[réf. nécessaire].

### Première Guerre mondiale
Le village est considéré comme détruit à la fin de la guerre. Il a  été décoré de la Croix de guerre 1914-1918, le 3 novembre 1920.

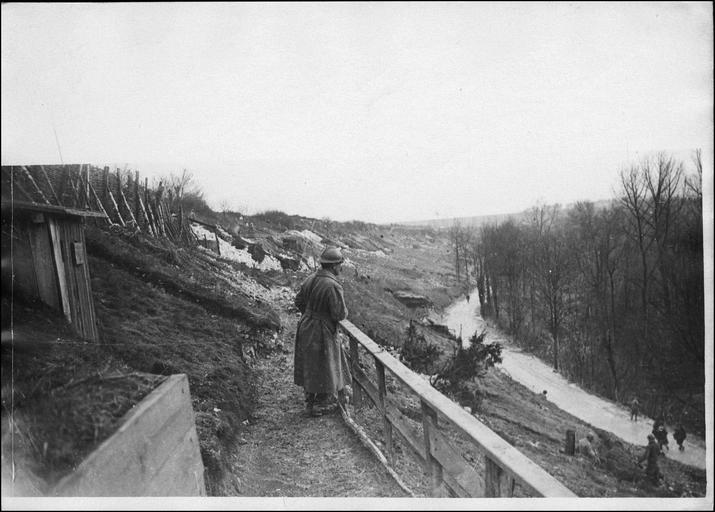
Vue panoramique du Ravin Sec, mars 1917.
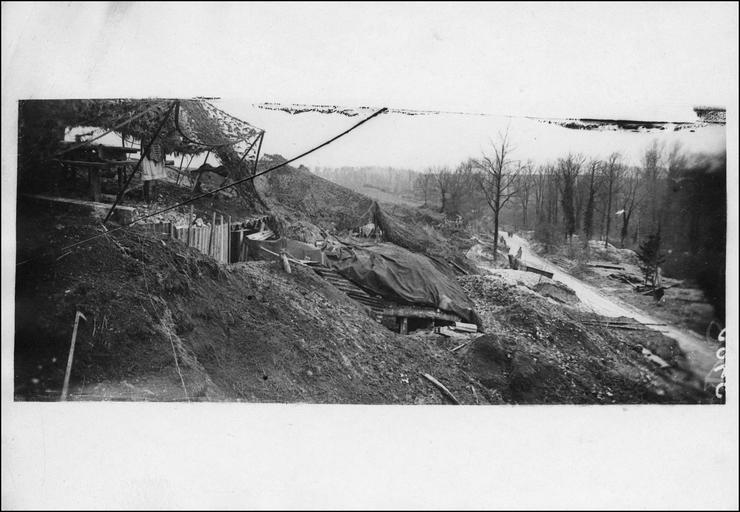
Panorama du Ravin Sec, avec abris camouflés sur les pentes, mars 1917.
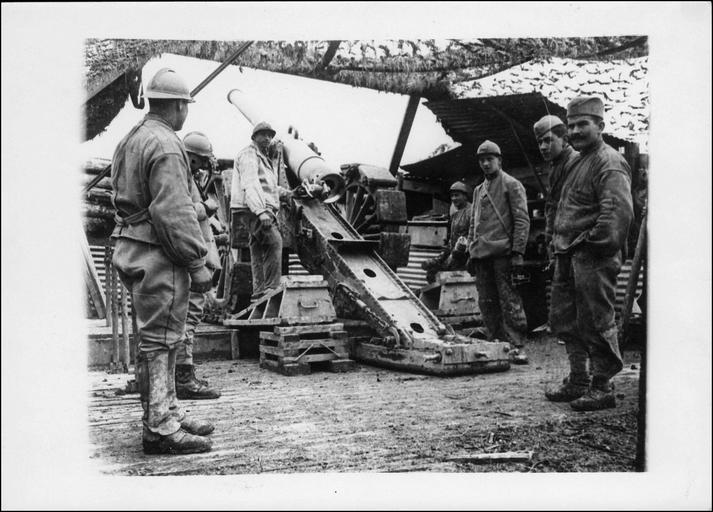
Pièce d'artillerie de 120 de long, mars 1917.

## Politique et administration
| Période                                  | Période                      | Identité            | Étiquette | Qualité                                                                 |
| ---------------------------------------- | ---------------------------- | ------------------- | --------- | ----------------------------------------------------------------------- |
| Les données manquantes sont à compléter. |                              |                     |           |                                                                         |
| 1802                                     |                              | Jean François VERET |           |                                                                         |
| mars 1983                                | mars 1989                    | Alex Gobin          |           | Ancien préfet de région. Président du SIVOM de Montdidier (1983 → 1991) |
| Les données manquantes sont à compléter. |                              |                     |           |                                                                         |
| mars 2008                                | 2020                         | Alain Soufflet      |           |                                                                         |
| 2020                                     | En cours (au 8 octobre 2020) | Maryline Desprez    |           |                                                                         |

## Population et société

### Démographie
L'évolution du nombre d'habitants est connue à travers les recensements de la population effectués dans la commune depuis 1793. Pour les communes de moins de 10 000 habitants, une enquête de recensement portant sur toute la population est réalisée tous les cinq ans, les populations de référence des années intermédiaires étant quant à elles estimées par interpolation ou extrapolation. Pour la commune, le premier recensement exhaustif entrant dans le cadre du nouveau dispositif a été réalisé en 2004.

En 2022, la commune comptait 275 habitants, en évolution de −8,33 % par rapport à 2016 (Somme : −1,26 %, France hors Mayotte : +2,11 %).
| 1793 | 1800 | 1806 | 1821 | 1831 | 1836 | 1841 | 1846 | 1851 |
| ---- | ---- | ---- | ---- | ---- | ---- | ---- | ---- | ---- |
| 597  | 611  | 667  | 701  | 682  | 680  | 704  | 674  | 652  |

| 1856 | 1861 | 1866 | 1872 | 1876 | 1881 | 1886 | 1891 | 1896 |
| ---- | ---- | ---- | ---- | ---- | ---- | ---- | ---- | ---- |
| 631  | 621  | 582  | 601  | 586  | 602  | 578  | 563  | 545  |

| 1901 | 1906 | 1911 | 1921 | 1926 | 1931 | 1936 | 1946 | 1954 |
| ---- | ---- | ---- | ---- | ---- | ---- | ---- | ---- | ---- |
| 505  | 479  | 482  | 311  | 304  | 315  | 320  | 314  | 294  |

| 1962 | 1968 | 1975 | 1982 | 1990 | 1999 | 2004 | 2006 | 2009 |
| ---- | ---- | ---- | ---- | ---- | ---- | ---- | ---- | ---- |
| 289  | 265  | 256  | 232  | 233  | 233  | 254  | 261  | 259  |

| 2014 | 2019 | 2022 | - | - | - | - | - | - |
| ---- | ---- | ---- | - | - | - | - | - | - |
| 289  | 278  | 275  | - | - | - | - | - | - |

### Enseignement
Les communes de Guerbigny et Davenescourt gèrent l'enseignement primaire au sein d'un regroupement pédagogique intercommunal.

## Culture locale et patrimoine

### Lieux et monuments
- Église Saint-Pierre de Guerbigny.

L'église Saint-Léger
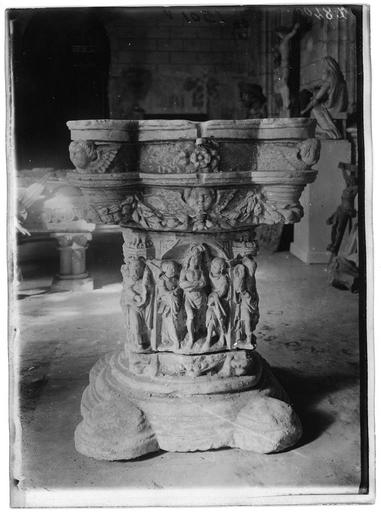
Les Fonts baptismaux en 1919.
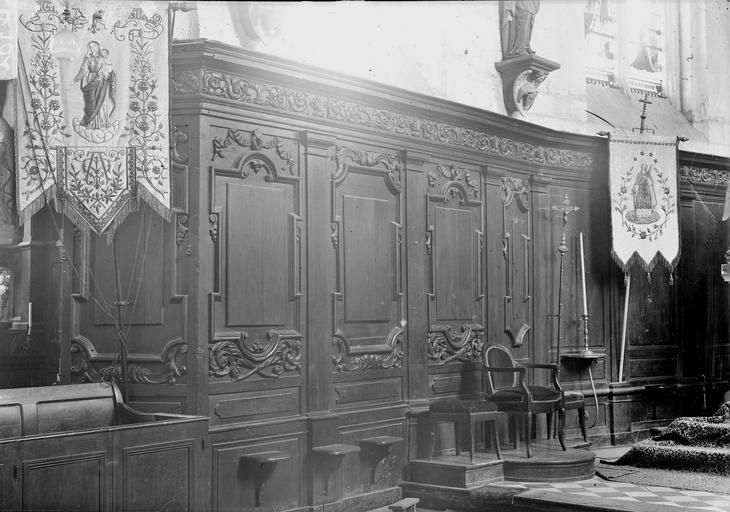
Les stalles en 1914.
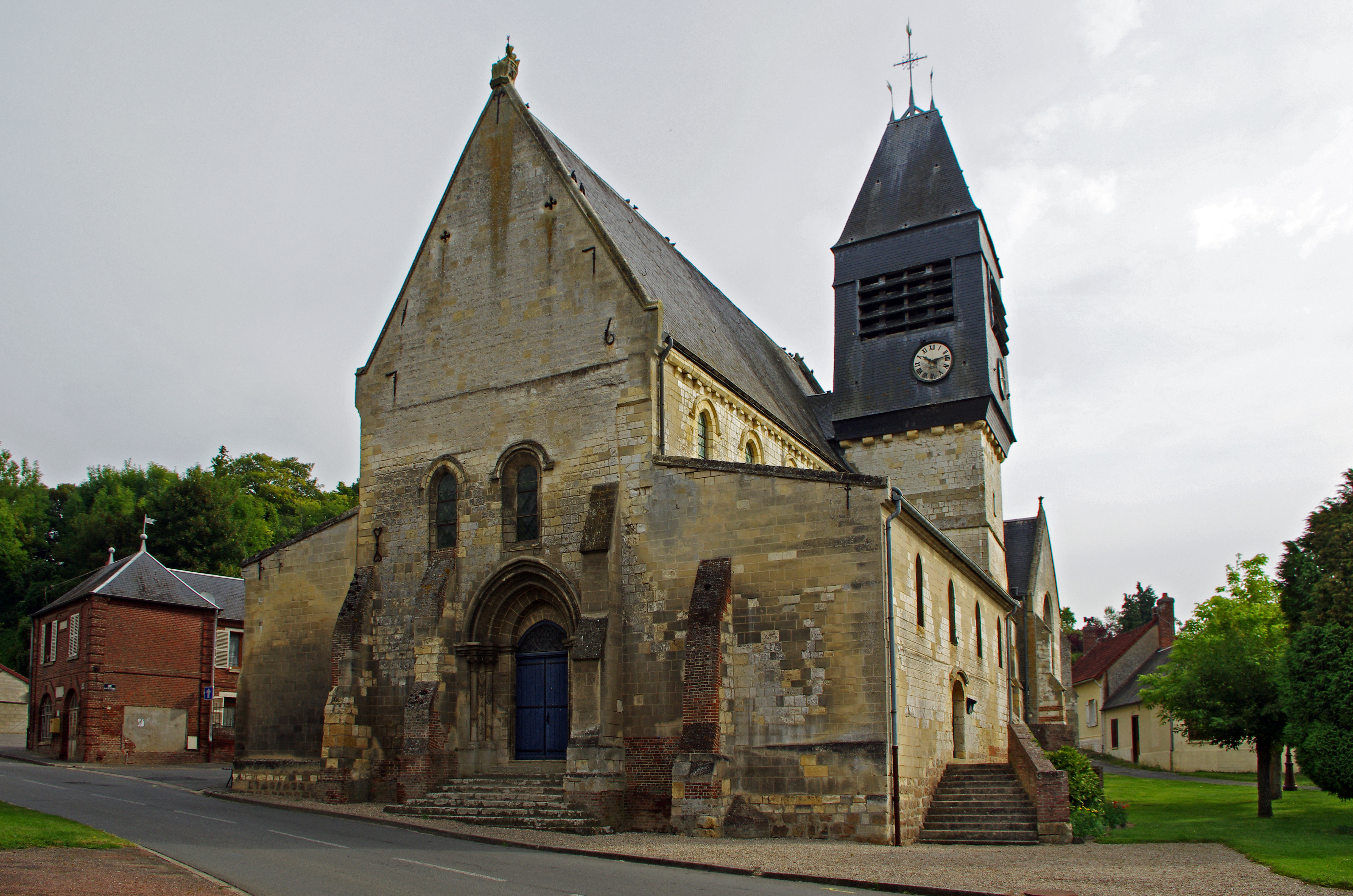
Façade de l'église.
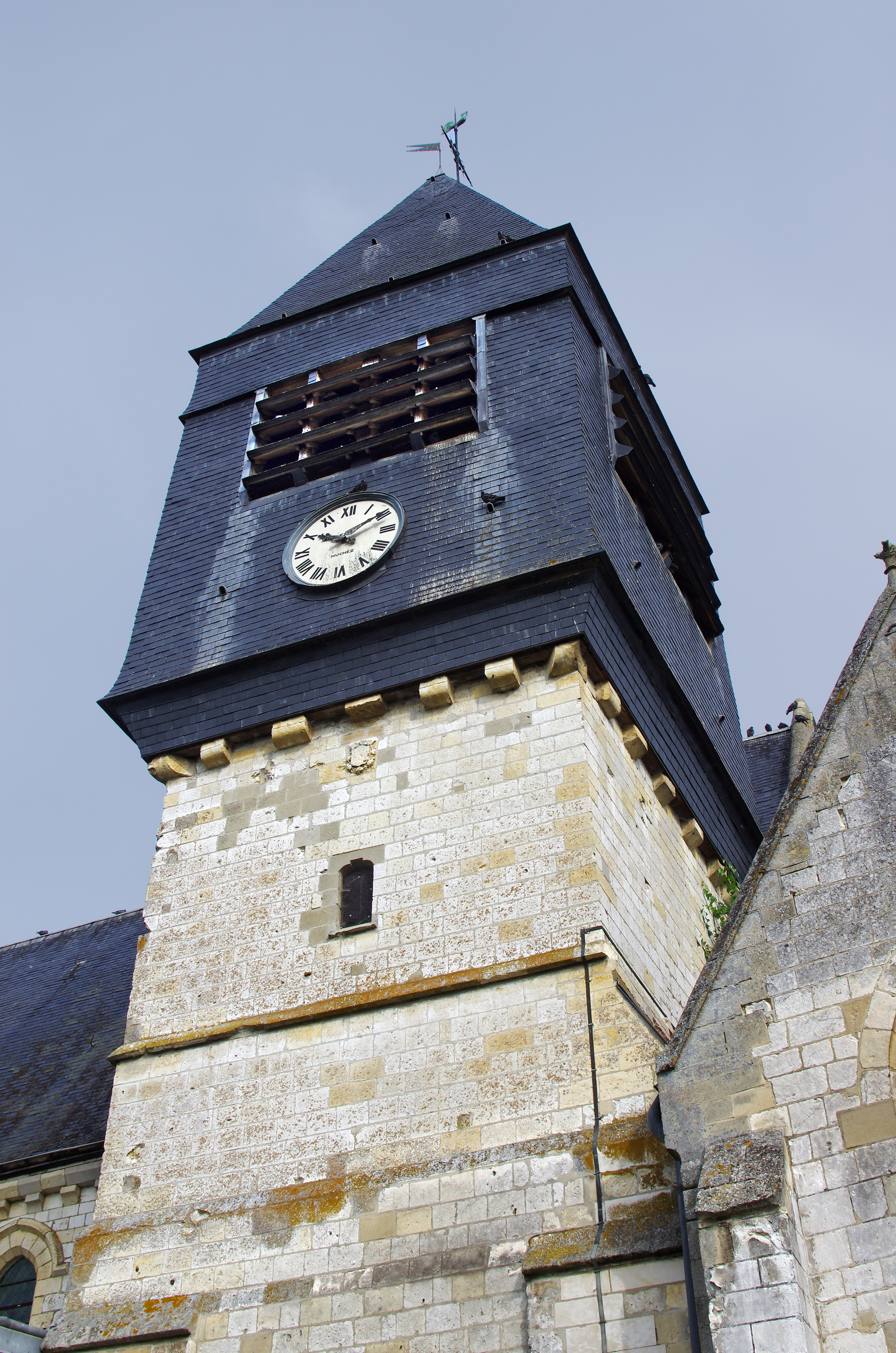
Le clocher.

- Monument aux morts.
- Chapelle en brique et pierre, don des familles Goron-Rousselle, Babaut, Baillet-Elisée[35].

### Personnalités liées à la commune
- René Béguet, député de Paris de 1986 à 1988, y a établi sa résidence secondaire[réf. nécessaire]

## Pour approfondir